# Marco Frank (Komponist)
Marco Frank (eigentlich Markus Fränkl, 24. April 1881 in Wien – 29. April 1961 ebenda) war ein österreichischer Bratschist, Komponist und Musikpädagoge.

## Leben und Werk
Marco Frank studierte von 1893 bis 1897 Musik in Neapel, bei Eusebio Dzworzak und Enrico Bossi. Dann ging er nach Paris, wo seine Erstlingsoper Die drei Musketiere (1897) die Aufmerksamkeit von Jules Massenet erregte. In der Folge nahm er Unterricht bei Massenet in Instrumentation und dramatischer Komposition und schließlich auch bei Claude Debussy.
1900 gründete er ein Streichquartett, welches Gastauftritte in Italien, Frankreich, Spanien und im Vorderen Orient absolvierte. Er spielte als Konzertmeister an verschiedenen italienischen Theatern. Von 1904 bis 1934 war er als Bratschist im Volksopernorchester tätig.
1931 wurde er zum Professor ernannt, 1935 vollendete er das Oratorium Stabat mater. Er schrieb vier Opern, darunter waren:
- Eroica, Uraufführung in der Volksoper, 1919
- Das Bildnis der Madonna, Erstaufführung in der Wiener Staatsoper, 1925
- Die fremde Frau, Uraufführung an der Wiener Staatsoper, 1937, nachgespielt in Graz, Triest, Warschau und Riga

1939 musste er in die Vereinigten Staaten emigrieren, wo er als Musiklehrer seinen Lebensunterhalt verdiente und zugleich zeitgenössische österreichische Musik propagierte. 1948 kehrte er nach Wien zurück und wirkte bis 1951 als Viola-Lehrer am Konservatorium der Stadt Wien. Ab 1952 war er freischaffender Komponist. Er komponierte drei Symphonien, weitere Orchesterwerke, Kammermusik und Lieder. Er war verheiratet, seine Frau hieß Berta.
Sein Nachlass befindet sich in der Handschriftensammlung und der Musiksammlung der Wienbibliothek im Wiener Rathaus. Er wurde am Zentralfriedhof bestattet. Sein Grab befindet sich in Gruppe 33E/17/2, es wurde am 9. März 1970 in Obhut der Stadt Wien übernommen.

## Auszeichnung
- 1961: Ehrenkreuz für Wissenschaft und Kunst I. Klasse